# Antonio Cuesta Moyano
Antonio Cuesta Moyano fue un militar liberal y político español nacido en Manila (Filipinas), alcalde de Almería, Andalucía, España, desde 1957 a 1965, durante el franquismo. Procurador en las Cortes Españolas como alcalde de Almería. Vocal nato como alcalde en el consejo del Monte de Piedad y Caja de Ahorros de Almería.

## Biografía
En junio de 1915 fue nombrado segundo teniente de infantería tras graduarse en la Academia Militar de Toledo. Ya capitán, se vio su expediente de recompensa por el Consejo Supremo de Guerra y Marina en mayo de 1926. Casó en 1928 con doña María del Carmen González Montoya, para lo que obtuvo licencia. Pertenecía entonces al regimiento Infantería La Corona, 71.
El 29 de marzo de 1939 participó en la toma del poder local por parte de los falangistas en vísperas del fin de la Guerra Civil Española, antes de la entrada de las tropas franquistas en la ciudad de Almería, ocupando varios edificios públicos. Tenía el grado de comandante. En febrero de 1941 fue destinado a la Milicia de FET y de las JONS.
Nombrado alcalde de la ciudad de Almería en 1957, su gestión estuvo dedicada principalmente a la eliminación de pozos negros y construcción de alcantarillado. En mayo de 1961 se produce la visita a la provincia de Almería del Jefe del Estado, Francisco Franco, formando parte de las autoridades que lo reciben. En los años 1961 y 1962 impulsó la mejora de los programas de la Feria y Fiesta en honor de la Virgen del Mar, patrona de la ciudad, colaborando personajes de la cultura como José María Artero García, Carlos Pérez Siquier, Emilio Carrión Fos o el equipo de la revista AFAL. Recibió a los Príncipes de Asturias en su visita a la provincia en junio de 1964. Fue sustituido por Guillermo Verdejo en julio de 1965.
El 10 de mayo de 1963 le fue concedida la Gran Cruz de la Orden del Mérito Civil.
Falleció el 30 de abril de 1978 en Almería.
| Predecesor: Emilio Pérez Manzuco | Alcalde de Almería 1957 – 1965 | Sucesor: Guillermo Verdejo Vivas |